# Плек-Л'Ермітаж
Плек-Л'Ермітаж (фр. Plœuc-L'Hermitage) — муніципалітет у Франції, у регіоні Бретань, департамент Кот-д'Армор. Плек-Л'Ермітаж утворено 1 січня 2016 року шляхом злиття муніципалітетів Л'Ермітаж-Лорж i Плек-сюр-Льє. Адміністративним центром муніципалітету є Плек-сюр-Льє. Населення — 4112 осіб (01.01.2021).